# Valutaormen
Valutaormen, även känd som ormen i tunneln, var ett första försök till monetärt samarbete i Europa efter Bretton Woodssystemets kollaps 1971. Syftet med valutaormen var att binda de nationella valutorna inom Europeiska ekonomiska gemenskapen till varandra för att minska växelkursfluktuationerna. ”Ormen i tunneln”  syftade på det fluktuationsband (”tunneln”) som varje nationell valuta (”ormen”) var tvungen att hålla sig inom. Valutaormen var början på det som senare utvecklade sig till eurosamarbetet.
Den 8 oktober 1970 presenterade Luxemburgs premiärminister Pierre Werner en rapport, Wernerrapporten, med en plan för hur en ekonomisk och monetär union skulle kunna skapas inom Europeiska ekonomiska gemenskapen. Planen bestod av tre olika etapper, varav den första innebar att det ekonomiska samarbetet skulle fördjupas och att växelkursfluktuationerna mellan de nationella valutorna inom gemenskapen skulle minskas.
Efter Bretton Woodssystemets kollaps 1971 var de europeiska valutorna knutna till den amerikanska dollarn med ett fluktuationsband på ±2,25 procent. Eftersom fluktuationsbandet endast var satt i förhållande till den amerikanska dollarn, och inte inbördes mellan de europeiska valutorna, kunde fluktuationerna mellan de europeiska valutorna vara så stora som ±4,5 procent. För att minska växelkursfluktuationerna kom medlemsstaterna inom Europeiska ekonomiska gemenskapen överens om att binda sina valutor till varandra och valutaormen inrättades följaktligen i mars 1972.
Redan 1973 kollapsade valutaormen till följd av att den amerikanska dollarn började flyta, något som den ursprungliga Wernerrapporten inte hade förutsett. Oljekrisen 1973 och stora skillnader i den ekonomiska politiken i medlemsstaterna ledde till att flera valutor tvingades att lämna valutaormen. I praktiken utvecklades valutaormen till att bli ett utvidgat valutaområde för den tyska marken, bestående av Tyskland, Benelux och Danmark. På grund av detta ersattes valutaormen den 13 mars 1979 av Europeiska monetära systemet.